# ماتیاس یابس
ماتیاس یابس (انگلیسی: Matthias Jabs؛ زادهٔ ۲۵ اکتبر ۱۹۵۵) یک موسیقی‌دان اهل آلمان است. وی از سال ۱۹۷۸ میلادی تاکنون مشغول فعالیت بوده‌است.